# 文言詞 (西班牙語)
文言詞（Cultismo）在傳統的西班牙語言學中指與其希臘語或拉丁語詞源詞形中密聯繫的詞，這類詞不遵循自俗拉丁語演變至卡斯蒂利亞語的一般規律。這些詞通常是出於文化、文學或科學的因素而重新引入。文言詞不遵循一般正字法或語言演變引起的語音變化，但是會受制於在羅曼語演變中詞位和語素受到的影響。
在某些情況下，文言詞是一些技術或專業術語，這些詞都僅存於古語中，在現今羅曼語中已經廢棄不用。通常這類詞都是古典文化中文學、法律及哲學的術語，如 ataraxia (來自希臘語 ἀταραξία, "心平氣和") 或 legislar (從拉丁語 legislator 派生)。另外，也有一些是造語，多數屬於科學名詞。
重新被引入的古詞實際上已經存在的情況並不罕見，既存詞通常已經經歷了一些演變。因此，這導致了大量重見詞的出現：其中一個是形態學上符合西班牙語演變的發音，另一個則是後來引入的文言詞。例如，拉丁語 fabrica 一詞在語音演變之後變爲了 fragua，而另一方面， fábrica 一詞在十七世紀出現，它的讀音來自按照當時人們的猜測被視作正確的拉丁語發音，並且其意義範圍可能也更窄，含義也更抽象。
西班牙語在中世紀（如 Gonzalo de Berceo 需要在當時西班牙語的基礎上創造一種適合文學創作的語言）及在由路易斯·德·貢戈拉·伊·阿爾戈特發起的詩歌語言創新期間引入了大量的文言詞，因此在十七世紀的這一時期也被稱作 Culteranismo 。